# Boogie
Boogie je ime za hitro obliko blues ritma (definicija je swing blues ritem), hkrati pa pomeni tudi zvrst glasbe, ki se imenuje tudi boogie rock. Pravo renesanso je ta zvrst doživela konec šestdesetih in prvo polovico sedemdesetih let, saj se je pojavilo veliko izvajalcev. Večinoma gre za kitarsko glasbo, dostikrat pa je prisoten klavir in ustna harmonika. Ima zelo energičen ritem, čemur lahko pripišemo uspeh skupin, kot je na primer Status Quo. Rock'n'roll izvajalci kot Elvis Presley in Chuck Berry so imeli veliko skladb z boogie ritmom. Hard rock in  heavy metal zasedbe so imele v sedemdesetih letih na vsaki plošči vsaj po eno boogie skladbo - Uriah Heep, Deep Purple, Black Sabbath, Saxon, Y&T, Van Halen, Thin Lizzy in mnogi drugi. Boogie ritem je poskakujoč, zato ga v nasprotju z rock'n'roll ravnim ritmom igra redkokdo. Zato je tudi tako malo boogie izvajalcev - sploh v Sloveniji. Boogie ritem se pojavlja v marsikateri zvrsti glasbe - tudi v popu.

## Boogie rock zasedbe
- Status Quo
- Dr.Feelgood
- George Thorogood
- ZZ Top
- Canned Heat
- Foghat
- Bachman Turner Overdrive
- Grand Funk Railroad
- Cactus

## Slovenski boogie
- Don Mentony Band
- Undertaker

## Znane skladbe v boogie ritmu
- Elvis : Don't Be Cruel
- Elvis : Teddy Bear
- Status Quo : Whatever You Want
- Status Quo : Gerdundula
- Abba : Waterloo
- Queen : Crazy Little Thing Called Love
- Van Halen : Hot for Teacher
- Judas Priest : Dissident Aggressor
- Thin Lizzy : The Boys Are Back in Town
- The Beatles : Yellow Submarine
- The Beatles : Got To Get You Into My Life
- Rolling Stones : Midnight Rambler
- Bad Company : Can't Get Enough
- Lynyrd Skynyrd : Whiskey Rock'n'Roller
- Doors : Roadhouse Blues
- Aerosmith : Same Old Song & Dance
- Styx : Born for Adventure
- Nightwing : Black Summer
- Canned Heat : On The Road Again
- Deep Purple : Wring That Neck/1968
- Deep Purple : Why Didn't Rosemary/1969
- Deep Purple : Black Night/1970
- Deep Purple : Demon's Eye/1971
- Deep Purple : Strange Kind Of Woman/1971
- Deep Purple : Lazy/1972
- Deep Purple : What's Going On Here/1974
- Deep Purple : Mean Streak/1984
- Uriah Heep : Look at Yourself
- Uriah Heep : Easy Livin'
- ZZ Top : Tush
- ZZ Top : La Grange
- Alice Cooper : School's Out
- Pink Floyd : One of These Days
- George Thorogood : One Bourbon, One Scotch, One Beer
- George Thorogood : Move It On Over
- George Thorogood : I'm Wanted
- George Thorogood : Christine
- George Thorogood : Madison Blues
- Kiss : Detroid Rock City
- Kiss : Love Gun
- UFO : Doctor Doctor
- Amii Stewart : Knock on Wood
- TOTO : Child's Anthem
- Don Mentony Band : N'kol si nam odpustu
- Don Mentony Band : Non Capito